# Harry Potter i Darovi smrti 1. dio (2010.)
Harry Potter i Darovi smrti – 1. dio (eng. Harry Potter and the Deathly Hallows – Part 1) je fantasy film iz 2010. godine koji je režirao David Yates, a distribuirao Warner Bros. Pictures.  To je prvi od dva dijela zasnovana na istoimenom romanu J. K. Rowling iz 2007. Film, koji je sedmi i pretposljednji u seriji Harry Potter, napisao je Steve Kloves, a producirali su David Heyman, David Barron i sama Rowling.
U filmu se ponovno pojavljuju Daniel Radcliffe u ulozi Harryja Pottera, s Rupertom Grintom i Emmom Watson kao Harryjevi najbolji prijatelji Ron Weasley i Hermiona Granger. To je nastavak Harry Potter i Princ miješane krvi, a slijedi ga završni, Harry Potter i Darovi smrti – 2. dio.
Priča prati Harryja Pottera, kojeg je Dumbledore zadužio da pronađe i uništi tajnu lorda Voldemorta za besmrtnost – Horkrukse. Snimanje je započelo 19. veljače 2009. godine, a završeno je 12. lipnja 2010. godine. Prvi dio objavljen je u 2D kinima i IMAX formatima širom svijeta 19. studenoga 2010. godine.
U prvom vikendu, prvi je dio prikupio 330 milijuna dolara, treće mjesto u nizu i najviši otvor u 2010. godini, kao i osmi po redu svih vremena. S ukupnim bruto iznosom od 976 milijuna dolara, 1. dio je treći film s najvišom zaradom 2010., iza Priča o igračkama 3 i Alica u zemlji čudesa i treći film o Harryju Potteru koji je najviši u svijetu, iza Darovi smrti – 2. dio i Kamen mudraca. Uz to, na 83. dodjeli nagrada Akademije, dobio je dvije nominacije: najbolja umjetnička režija i najbolji vizualni efekti.

## Radnja
Za više informacija vidi: Harry Potter i Darovi smrti
Ministar magije Rufus Scrimgeour obraća se čarobnjačkim medijima, navodeći kako Ministarstvo ostaje snažno unatoč tome što je lord Voldemort stekao moć i unatoč tome što smrtonoše čine masovna ubojstva bezjaka i tome da su se infiltrirali u Ministarstvo. U međuvremenu, Harry Potter, Ron Weasley i Hermiona Granger odlučili su nastaviti misiju koju je Albus Dumbledore dao Harryju, tražiti i uništiti Voldemortove Horkrukse. Severus Snape obavještava Voldemorta o Harryjevom skorom odlasku s Kalininog prilaza (Privet Drive). Voldemort uzima čarobni štapić Luciusa Malfoya, jer njegov štapić dijeli istu jezgru kao Harryjev, te ga zbog toga nije bio u mogućnosti ubiti.
Red feniksa prati Harryja na sigurno pomoću višesokovnog napitka (Polyjuice Potion). Tijekom leta zasjedaju ih smrtonoše koji ubijaju Divljookog Moodyja i Hedvigu, te ranjavaju Georgea Weasleyja. Stigavši u Jazbinu (Burrow), Harry ima viziju proizvođača štapića Ollivandera kojeg muči Voldemort. Sutradan, Scrimgeour stiže s oporukom Dumbledorea. Ron dobiva Dumbledoreov deluminator, Hermiona dobiva primjerak knjige Bajki Barda Beedela (The Tales of Beedle the Bard), a Harry dobiva prvu zlatnu zvrćku (Golden Snitch) koji je uhvatio u metloboju (Quidditch). Scrimgeour otkriva da je Harryju također nasljedio Gryffindorjev mač, koji je nestao.
Ubrzo smrtonoše ubijaju Scrimgeoura i zamjenjuju ga s Piusom Thicknesseaom. Ministarstvo započinje uhićivanje i progonstvo vještica i čarobnjaka bezjačkog porijekla. Smrtonše također napadaju i za vrijeme vjenčanja Billa Weasleyja i Fleur Delacour. Uz pomoć čarolije Patronusa Kingsley Shacklebolt upozorava goste na svadbenoj zabavi, a većina uspijeva pobjeći. Harry, Hermiona i Ron biježe u London, ali smrtonoše ih i ondje napadaju. Trio traži utočište u starom sjedištu reda Feniksa, Grimmualdov trg 12. Otkrivaju da je "R.A.B." iz lažnog horkruks medaljona Regulus Arcturus Black, mlađi brat Siriusa Blacka. Kreacher, kućni vilenjak Blackovih, govori im da je Mundungus Fletcher provalio i ukrao mnoge predmete iz kuće, uključujući i pravi medaljon. Kreacher i Dobby uhvate Fletchera, koji otkriva da je medaljon u posjedu Dolores Umbridge. Upotrebljavajući višesokovni napitak, trio se infiltrira u Ministarstvo i pronalazi medaljon oko Umbridgeova vrata. Harry omamljuje Umbridge, a Hermiona uzima medaljon. Trio pobjegne svojim progoniteljima, ali Ron je ozlijeđen i ne može se aparirati dok se ne oporavi.
Nakon neuspjelih pokušaja uništavanja horkruksa, trio ga naizmjence nosi oko vrata kako bi umanjio njegovu snagu. Harry vidi viziju kako Voldemort ispituje i ubija majstora štapiča Gregoroviča, koji tvrdi da je tinejdžer davno ukrao legendarni Vrhovni, tj. Bazgov štapić (Elder Wand) iz njegove trgovine. Dok Ron nosi medaljon, prevladavaju ga negativni osjećaji i na kraju se svađa s Harryjem prije nego što napušta njega i Hermione. Hermiona zaključi da Gryffindorov mač može uništiti horkrukse i odluči poći s Harryjem u Godricovu dolinu (Godric’s Hollow). Posjećuju grobove Harryjevih roditelja i kuću u kojoj su ubijeni. Nailaze na Bathildu Bagshot za koju vjeruju da možda posjeduje mač. Bathilda ih pušta u svoju kuću prije nego što se otkriva kao Nagini koja je opsjela Bathildin leš. Hermiona i Harry bježe u šumu Dean, ali Hermiona slučajno slomi Harryjev štapić dok se bori s Nagini. Ona identificira tajanstvenog lopova u Harryjevoj viziji kao Gellerta Grindelwalda.
Harry vidi Patronusa u obliku srne, koji ga vodi do zaleđenog jezera. Gryffindorov mač nalazi se ispod leda jezera, te Harry razbija led i uskače u njega. Lanac oko vrata umalo zadavi Harryja, ali Ron stiže i spašava ga. Harry koristi zmijski jezik da otvori medaljon-horkruks, koji Ron na kraju uspijeva uništiti. Hermiona i Ron se pomiruju, te svi troje odlučuju posjetiti Xenophiliusa Lovegooda kako bi saznali više o simbolu u knjizi koju je Dumbledore ostavio Hermioni. Lovegood im objašnjava da simbol predstavlja Darove smrti, tri magična predmeta koja mogu učiniti čarobnjaka majstorom smrti. Hermiona čita priču o Darovima, nakon čega trio nespretno pokušava otići, ali ih zaustavlja Lovegood. On otkriva da je njegova kći Luna oteta, a zatim očajan poziva smrtonoše, namjeravajući predati Harryja u zamjenu za nju. Harry, Ron i Hermiona bježe nakon čega je Lovegoodova kuća uništena.
Vrativši se u divljinu, trio postavlja kamp kada ih pronalaze Pljačkaši (Snatchers). Hermiona koristi kletvu kako bi prikrila Harryja dok ih Pljačkaši odvode u vilu Malfoy. Bellatrix Lestrange zatvara Harryja i Rona u podrumu s Lunom, Ollivanderom i Griphookom, dok muči Hermionu zbog informacije o maču, za koji Bellatrix tvrdi da se nalazi u njenom sefu u banci Gringotts. Harry traži pomoć, komunicirajući s razbijenim zrcalom. Dobby dolazi u podrum kako bi ih spasio. Harry i Ron žure spasiti Hermionu i slijedi bitka u kojoj Harry uspijeva razoružati Draca Malfoya. Dobby baca luster na Bellatrix, prisiljavajući je da pusti Hermionu. Bellatrix baca nož na njih dok Dobby hvata sve i dezaparatira se odandje. Iako Harry, Ron i Hermiona sigurno dolaze u Školjku (Shell Cottage) – novi dom Bill i Fleur, otkriva se da je Bellatrixin nož smrtno ranio Dobbyja i on umire u Harryjevom naručju. Harry inzistira da zakopaju Dobbyja bez ikakve magije. U međuvremenu, Voldemort provali u Dumbledoreovu grobnicu i uzima Vrhovni štapić, za kojeg je otkriveno da je bio u posjedu Dumbledorea – koji je porazio Grindelwalda.

## Glumačka postava
- Daniel Radcliffe kao Harry Potter, glavni protagonist u filmu.
- Rupert Grint kao Ron Weasley, Harryjev najbolji prijatelj, zaljubljen u Hermionu.
- Emma Watson kao Hermione Granger, Harryjeva najbolja prijateljica, zaljubljena u Rona.
- Helena Bonham Carter kao Bellatrix Lestrange, Smrtonoša, rođakinja i ubojica Siriusa Blacka ali i starija sestra Andromede Tonks
- Robbie Coltrane kao Rubeus Hagrid, Harryjev prijatelj poludiv, i čuvar ključeva i posjeda u Hogwartsu.
- Warwick Davis kao Griphook, bivši zaposlenik u čarobnjačkoj banci Gringotts.
- Tom Felton kao Draco Malfoy, Smrtonoša i sin Luciusa i Narcisse Malfoy.
- Ralph Fiennes kao Lord Voldemort, glavni antagonist u filmu
- Michael Gambon kao Albus Dumbledore, bivši ravnatelj Hogwartsa, ubio ga je Severus Snape u Harryju Potteru i Princu miješane krvi.
- Brendan Gleeson kao Alastor 'Divljooki' Moody, član Reda feniksa.
- Richard Griffiths kao Vernon Dursley, Harryjev tetak, bezjak.
- John Hurt kao Ollivander, stvaratelj čarobnih štapića, otet od strane smrtonoša.
- Rhys Ifans kao Xenophilius Lovegood, čudni otac Lune Lovegood.
- Jason Isaacs kao Lucius Malfoy, Dracov otac i osramoćeni smrtonoša.
- Bill Nighy kao Rufus Scrimgeour, novi ministar magije.
- Alan Rickman kao Severus Snape, špijun smrtonošama i novi ravnatelj Hogwartsa.
- Fiona Shaw kao Petunia Dursley, Harryjeva teta, bezjakinja.
- Timothy Spall kao Peter Pettigrew, smrtonoša koji je izdao Harryjeve roditelje Voldemortu.
- Imelda Staunton kao Dolores Umbridge, Viša ministrova podtajnica i Šefica registarske komisije za polukrvne čarobnjake
- David Thewlis kao Remus Lupin, član Reda Feniksa, i bivši učitelj Obrane od mračnih sila u Hogwartsu.
- Julie Walters kao Molly Weasley, Ronova majka, ponaša se prema Harryju kao da joj je sin

## Produkcija

### Razvoj
"Prije par godina, nakratko smo – i ozbiljno –  smatrali da Plameni pehar snimimo kao dva filma. Tako da ovaj koncept nije baš nov. Kad smo kod Darova smrti, znao sam – od trenutka kad sam počeo čitati i sigurno kad sam završio – da će bti jako teško shvatiti priču kroz jedan film. Ostali "u grupi" su se slično osjećali. Tako je ideja o dva filma došla oko kasnog ljeta 2007. Nismo to olako shvatili. Ali su na kraju, usprkos svim izazovima koje nam predstavlja, svi shvatili da je to najkreativnija odluka.
Siguran sam da će neki misliti da smo ludi. Kad sam joj spomenuo, moja me žena čudno poledala. Ali sad sam jako uzbuđen zato što ćemo moći bolje iskarakterizirati likove i pošteno ih otpratiti. Priča je vrlo emocionalna i ti trenuci zaslužuju biti prikazani. I, osobno, smatram da dugujemo [autorici] Jo [Rowling] – kako bismo očuvali integritet djela – i obožavateljima – zbog takve odanosti tijekom godina – dati im najbolje i najpotpunije moguće iskustvo."
— Scenarist Steve Kloves, o odluci da podjele zadnji Harry Potter roman u dvodijelni film. 
Prvi dio snimljen je istovremeno s Harry Potter i Darovi smrti – 2. dio od 19. veljače 2009. do 12. lipnja 2010. Redatelj David Yates, koji je snimio film zajedno s direktorom fotografije Eduardom Serrom, opisao je 1. dio kao "sasvim stvaran"; “road-movie" koji je "gotovo poput dokumentarca véritéa". 
Izvorno postavljena za jedno kazališno izdanje, ideju o podjeli knjige na dva dijela predložio je izvršni producent Lionel Wigram zbog onoga što je David Heyman nazvao "kreativnim imperativom". Heyman je u početku negativno odgovorio na ideju, ali Wigram je pitao: "Ne, David. Kako ćemo to učiniti?". Nakon što je knjigu pročitao i razgovarao sa scenaristom Steveom Klovesom, složio se s podjelom. 

### Setovi
Stuart Craig, scenograf za sve prethodne filmove o Harryju Potteru, vratio se za posljednja dva dijela. Rekao je: "Napravili smo sasvim drugačiju vrstu filma, koji je snimljen dosta na lokaciji. Putovali smo dosta daleko, gradili smo setove i oni provode puno vremena u šumi", Objasnio je "Izgradili smo šumske setove i integrirali ih u prave šume, tako da je tamo bilo izazova, kao što si možete misliti." Craig je na kraju bio nominiran za nagradu Akademije za svoj rad u 1. dijelu. 
O šatoru za vjenčanje Billa i Fleura u 1. dijelu, Craig je komentirao svoj cilj "umjesto da ga učinimo proširivanjem kuće, koja je prilično ekscentrična, domaća, odlučili smo ga učiniti prilično elegantnom ... prekriven je sa svilom i lijepim, lebdećim lusterom. Dakle, lijep je kontrast kući." Za set Ministarstva magije napomenuo je: "Ovo je podzemni svijet; ovo je ministarstvo, pa smo otišli u stvarna ministarstva, ministarstva bezjaka – Whitehall, u Londonu – i odlučili da je naše čarobno ministarstvo vrsta paralele tim stvarnim ministarstvima.“
Craig je također komentirao svoj dizajn vile Malfoy, rekavši da je riječ o "vrlo jakom arhitektonskom setu. Vanjski izgled zasnovan je na elizabetanskoj kući u ovoj zemlji pod nazivom Hardwick Hall i ima masivne prozore, a ti su prozori nekako zaslijepljeni. Kapci su nacrtani tako da su poput slijepih prozora i imaju pravu vrstu prisutnosti, zloslutnu prisutnost, što nam je omogućilo osnovu za dobru vanjštinu. Postoji izvanredan čarobni krov koji je dodan i okružen šumom koja ne postoji u stvarnosti, ali opet je jedan od uređaja koji to čini prijetljivijim i tajanstvenijim. “

### Kostimi
Kostime za 1. dio dizajnirala je Jany Temime, koja je od Harry Potter i zatočenik Azkabana (2004) na dalje bila kostimograf u svim Harry Potter produkcijama. Temime je bila umiješana u polemiku u vezi s njezinim radom na vjenčanici Fleur Delacour. Optužena je za kopiranje dizajna slične haljine iz kolekcije Alexander McQueen 2008. Temime je govorila o haljini, rekavši da "želi da to bude vjenčanica za vještice, ali ne i haljina za Halloween. Haljina je bijela, ali trebalo joj je nešto fantastično. Dakle, tu je feniks [motiv], ptica, što je na neki način simbol ljubavi jer dolazi do ponovnog rođenja, ljubav nikad ne umire, ona se ponovno rađa. “

### Vizualni efekti
Nakon što je radio na svakom filmu od Zatočenik Azkabana, Double Negative je zamoljen da pruži vizualne efekte za posljednje dijelove priče, u filmovima Harry Potter i Darovi smrti- dio 1 i 2. Usko surađujući sa supervizorom VFX-a, Tim Burkeom, tim su vodili nadzornik VFX-a, David Vickery i producent VFX-a Charlotte Loughlane. Glavni tim također su bili 3D Supervisor, Rick Leary i 2D Supervisor, Sean Stranks.
Rad Double Negative za 1. dio uključivao je korodirajući logotip Warner Brothers i široka proširenja Jazbine i njegove okoline. Dovršen je dodatni rad na okolišu kuće Xenophiliusa Lovegooda, proširen u 3D-u i kulminirao napadom smrtonoša. Double Negative također su poboljšali efekte dima smrtonoša, uvođenjem faze 'promašeni čovjek' između njihove dimne, fluidne, leteće faze i njihove prisutnosti u akciji nakon slijetanja. Drugi posao uključivao je čaroliu Patronusa koji prekida svadbu kako bi obavijestio goste da je Voldemort preuzeo Ministarstvo magije. 
Tvrtka Framestore za vizualne efekte proizvela je većinu CGI-ja stvorenja, kao u prethodnim filmovima, kao i animiranu priču Priča o trojici braće, koju je režirao i dizajnirao Ben Hibon. 

### Glazba
Skladatelj Nicholas Hooper, koji je oglazbio Red feniksa i Princa miješane krvi, nije se vratio za Darove smrti. Umjesto toga, angažiran je Alexandre Desplat koji je skladao partituru za Harry Potter i Darovi smrti – 1. dio. U filmu se nalazi i pjesma Nicka Cavea and the Bad Seeds “O Children”.

## Kritike
Internetska stranica za recenzije Rotten Tomatoes daje filmu odobrenje od 77% na temelju 275 recenzija, s prosječnom ocjenom 7,13/10. Konsenzus stranice glasi: "Ne može da se ne ćini poput preludija, ali Darovi smrti: Prvi dio je prekrasno snimljen, emocionalno zadovoljavajući pretposljednji zapis za seriju o Harryju Potteru." Metacritic, koji dodjeljuje normalizirane ocjene prema recenzijama, dao je ocjenu 65 od 100, temeljen na 41 kritičara, što ukazuje na "općenito povoljne kritike". Na CinemaScore publika je filmu dodijelila prosječnu ocjenu "A" na ljestvici od A do F. 
UK Daily Daily Telegraph također je dao filmu pozitivnu kritiku, napomenuvši: "U najvećem dijelu radnja se odvija, potaknuta nekim impresivnim specijalnim efektima", dodavši, "Samo je pomalo razočaravajuće što, s obzirom na to da je zamah uspostavljen tako učinkovito, sada moramo čekati do sljedeće godine da bismo uživali u ostatku vožnje.” Roger Ebert je filmu dodijelio tri od četiri zvijezde, hvaleći glumačku postavu i nazivajući ga "lijepim i ponekad mučnim filmom... potpuno nerazumljivim za sve one koji prvi put dolaze u serijal". Scott Bowles iz USA Today nazvao ga je: „Prijeteće i meditativno, Darovi su vjerojatno najbolji prilog planiranoj franšizi od osam filmova, iako će se publika koja nije pogledala prethodna poglavlja beznadno izgubiti“, dok je Lisa Schwarzbaum časopisa Entertainment Weekly također pohvalila film kao "najpoželjnije kinematografsko poglavlje do sada." U recenziji za Orlando Sentinel, Roger Moore proglasio je Dio I "Naizmjenično smiješnim i dirljivim, to je najbolji film u seriji, pravo Imperiji uzvraća udarac za te čarobnjake i njihov čarobnjački svijet. A ti efekti? Toliko su posebni da ih ne primjećujete." Ramin Setoodeh iz Newsweek dao je negativnu kritiku, napisavši: "Uzeli su jedan od najvažnijih serijala suvremene fantastike i isisali mu svu čaroliju ... dok su Rowlingove priče beskrajno inventivne, Potter na ekranu upravo vam stvara glavobolju." Lou Lumenick iz New York Post otkrio je da je film "Lijepo snimljen, ali bezdušni bankomat...  ne donosi dramatičnu isplatu, nema razlučivosti niti mnogo zabave. “
Keith Uhlich iz New Yorka nazvao je Harry Potter i Darovi smrti- Prvi dio sedmi najbolji film 2010. godine, nazivajući ga "strašno nadmoćnim blockbusterom". 

## Vanjske poveznice
- službena stranica
- Harry Potter I Darovi smrti- 1 dio na IMDb-u
- Harry Potter I Darovi smrti- 1 dio na AllMovie
- Harry Potter I Darovi smrti- 1 dio na Box Office Mojo